# Matheus Moresche
Matheus Moresche (* 24. Juni 1998 in Rio de Janeiro), mit vollständigen Namen Matheus Celestino Moresche Rodrigues, ist ein brasilianischer Fußballspieler.

## Karriere
Matheus Moresche erlernte das Fußballspielen in den brasilianischen Jugendmannschaften von Botafogo FR, Corinthians São Paulo und CR Vasco da Gama. Bei Vasco unterschrieb er 2018 auch seinen ersten Vertrag. Der Verein aus Rio de Janeiro spielte in der ersten Liga, der Série A. Von Oktober 2018 bis Jahresende wurde er an den Avaí FC, einem Zweitligisten, nach Florianópolis ausgeliehen. Nach Vertragsende bei Vasco ging er im Januar 2020 nach Lettland. Hier schloss er sich in der lettischen Hauptstadt Riga dem Erstligisten Riga FC an. Von Juli 2020 bis Jahresende lieh ihn der belarussische Verein FK Tarpeda-BelAS Schodsina aus. Für den Verein spielte er achtmal in der ersten Liga, der Wyschejschaja Liha. Anfang 2021 unterschrieb er einen Vertrag in Singapur. Hier verpflichtete ihn der Erstligist Geylang International.